# Die drei grünen Zweige

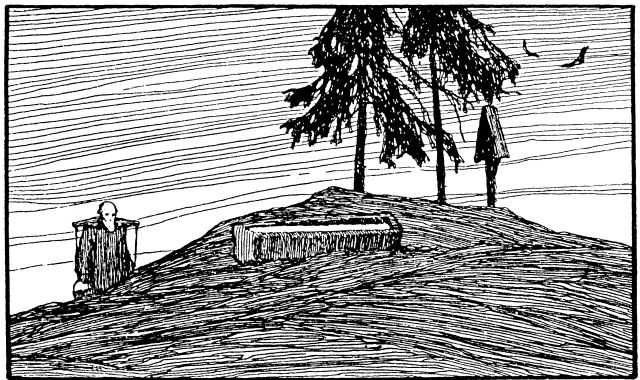
Illustration von Otto Ubbelohde, 1909

Die drei grünen Zweige ist die sechste von zehn Kinderlegenden im Anhang der Kinder- und Hausmärchen der Brüder Grimm (KHM 206; ATU 756A).

## Inhalt
Ein Einsiedler lebt gottgefällig an einem Berg und bringt allabendlich Wasser hinauf für Tiere und Pflanzen, und ein Engel begleitet ihn. Als er schon alt ist, wird einmal ein Sünder gehängt, und er findet, dem geschähe recht. Darauf kommt der Engel nicht mehr. Er fastet und betet, bis er von einem Vogel erfährt, dass Gott ihm zürnt, weil allein er richten darf. Er muss mit einem trockenen Ast als Kopfkissen bettelnd herumziehen, bis daraus drei grüne Zweige sprießen würden. So kommt er einmal zu einer Alten in einer Höhle, die ihn erst nicht einlassen will ihrer drei räuberischen Söhne wegen. Die sind auch zornig, als sie ihn sehen. Als sie aber seine Geschichte hören, erschrecken sie über ihr eigenes Leben und tun Buße. Den Einsiedler findet man morgens tot, und der Ast trägt drei grüne Zweige.
Bei der Schilderung, wie der Einsiedler die Vögel tränkt und vom Engel gespeist wird, wird auf den Propheten Elija angespielt (1 Kön 17,4 ).

## Herkunft
Die Legende steht ab der 2. Auflage (1819) als Kinderlegende Nr. 6, laut Grimms Anmerkung „aus dem Paderbörnischen“ von Familie Haxthausen. Sie vergleichen Tannhauser.
Hans-Jörg Uther zufolge waren Lieder von bußfertigen Sündern sehr populär, vorliegender Text aber nicht lang überliefert. Die drei Zweige spiegeln symbolisch Glaube, Liebe und Hoffnung. In Grimms Nachlass fand sich noch ein ähnlicher Text mit umständlicherem Eingang, der Einsiedler wird erlöst, nachdem er die drei Räuber tötet.